# فصيلة (فلم)
فصيلة (بالإنجليزية: Platoon) فيلم أمريكي من إنتاج عام 1986، كتبه وأخرجه المخرج أوليفر ستون، من بطولة توم بيرينغر، تشارلي شين وويليم دافو. أول أفلام أوليفر ستون من ثلاثية أفلام حرب فيتنام، حيث كان ثاني فيلم عام 1989 بعنوان ولد في الرابع من يوليو والثالث عام 1993 «الجنة والأرض».
الفيلم جاء من تجربة المخرج الشخصية خلال فترة الحرب، نال الفيلم جوائز عديدة منها 4 جوائز أوسكار من أصل 8 منها عن أفضل فيلم لعام 1986 وأفضل مخرج، 3 جوائز غولدن غلوب، وجائزتان بافتا. عام 2007 وضع من قبل معهد الفيلم الأمريكي في المرتبة 86 في قائمة معهد الفيلم الأمريكي 100 عام و100 فيلم.

## وصلات خارجية
- مقالات تستعمل روابط فنية بلا صلة مع ويكي بيانات
- Entertainment Weekly interview with Stone
- "Platoon Grapples With Vietnam"

| سبقه الخروج من أفريقيا | أوسكار - أفضل فيلم 1986 | تبعه الإمبراطور الأخير |